# Hans Ippisch
Hans Ippisch (* 17. April 1970) ist ein deutscher Manager und Dozent. Er war Spieleentwickler und Computerspiel-Journalist und ist tätig als Professor an der Link Campus Universität in Rom, CEO bei der Haip UG, Geschäftsführer bei Kabuto Deutschland UG und Executive Director bei BBG Entertainment.

## Leben
Hans Ippisch wuchs im bayerischen Regen auf. 1986 begann er als Spieleentwickler zu arbeiten und unterschrieb einen Vertrag beim deutschen Unternehmen Rainbow Arts. Für sein erstes Spiel Soldier!, das durch die Bundesprüfstelle für jugendgefährdende Schriften indiziert wurde, komponierte der später bekannte Chris Hülsbeck die Hintergrundmusik. Weitere Titel, an denen Ippisch mitwirkte, waren unter anderem Bad Cat, Danger Freak, Rock ’n’ Roll, Ugh! und Kangarudy.
Ippisch begann 1990 ein Studium der Wirtschaftswissenschaften an der Universität Bamberg, parallel dazu arbeitete er als Redakteur für mehrere Fachzeitschriften des Computec-Verlags in Fürth, unter anderem für die Play Time oder die PC Games. 1993 wurde er Chefredakteur des SEGA Magazins, das ebenfalls bei Computec erschienen. Sein Studium brach er ab. 1997 wurde Ippisch Chefredakteur der Amiga Games und er rief die N-Zone ins Leben, die sich innerhalb kurzer Zeit zum meistverkauften Nintendo-Magazin entwickelte. An der Gründung der PlayZone war er 1998 als Chefredakteur maßgeblich beteiligt. Von 2001 bis zu dessen Einstellung 2002 war er Chefredakteur des Club-Nintendo-Magazins, das Computec für Nintendo produzierte.
Ab 2000 arbeitete er als Redaktionsdirektor des Computec Verlags und gründete u. a. die Kids Zone. 2009 wurde Ippisch Verlagsleiter von Computec Media, Anfang 2012 übernahm er die Stelle des COO, ab 2014 war er als Geschäftsführer der Computec Media GmbH sowie der Tochterunternehmen 4Players, Golem Media, Aruba Events und CMS Media Services tätig, ab 2017 als CEO/Vorsitzender der Geschäftsführung und Mitglied des Group Management Boards der Marquard Media Gruppe (Schweiz).
Zum 1. Juli 2019 wechselte Ippisch zum US-Unternehmen Intellivision Entertainment und wurde Gründungsgeschäftsführer der europäischen Tochtergesellschaft Intellivision Entertainment Europe sowie President Europe bei Intellivision Entertainment.
Zum Wintersemester 2020/2021 wurde Hans Ippisch zusätzlich Dozent für Game Publishing an der Link Campus Universität in Rom. sowie an der Vigamus Academy. Er unterrichtet dort jeweils im Fachbereich Betriebswirtschaft.
Im April 2022 legte er sein Amt als Geschäftsführer von Intellivision Entertainment Europe nieder, blieb aber als Berater der Geschäftsführung dem US-Unternehmen verbunden. Am 1. Mai übernahm er bei der Audi-Ausgründung holoride in München die Verantwortung für das gesamte Content-Portfolio. Dort betreute er als Principal Producer die Entwicklung aller Titel mit internationalen Studios wie Schell Games und Superconductor. 2022 wurden Cloudbreakers: Leaving Haven, Cookie Ride, Einstein Brain Trainer, Bookful: Tyrannosaurus Rex, Bookful: Girls with Guts! und holoride Browser veröffentlicht. Seitdem verantwortete er als Principal Producer die Entwicklung und den Launch von Dynablaster und Bookful: Peace of Advice (2022) sowie Pixel Ripped 1995: On the Road, Planet Ride, t-online News, QuizRoad, Bookful Eight Days Gone und Jungle Chase (alle 2023).
Ippisch ist seit März 2023 auch als Dozent an der Mediadesign Hochschule in Berlin, Düsseldorf und München tätig und lehrt im Bereich Game Design: Prozess Management.
2023 erschienen für die holoride-In-Car-VR-Plattform die von ihm verantworteten Produktionen holoride Cinema, Star Racer sowie holoride browser+, der für die Nutzung beliebter Streaming-Dienste optimiert wurde und mit einem 305 Zoll großen virtuellen Screen aufwarten kann. Im April 2024 stieg Ippisch bei BBG Entertainment als Executive Director ein. Dort erschien Ende Juli das Musik-Game „Quiz mit Fritz“, an dem er mit TV- und Radiolegende Fritz Egner arbeitete. Außerdem übernahm Hans Ippisch im April 2024 die Aufgabe als Country Manager bei der in Rom ansässigen Vigamus Group. Dazu gründete er die Kabuto Deutschland UG mit dem Ziel, die Aktivitäten der Gruppe in den deutschsprachigen Raum zu holen, darunter Vigamus Academy, Vigamus Museum und die Games-Lokalisierungs-Schule GLOS. Im Juni 2024 gründete er das Unternehmen HAIP UG.